# Anisopholis affinis
Anisopholis affinis är en skalbaggsart som beskrevs av Moser 1914. Anisopholis affinis ingår i släktet Anisopholis och familjen Melolonthidae. Inga underarter finns listade i Catalogue of Life.